# Gene Kranz

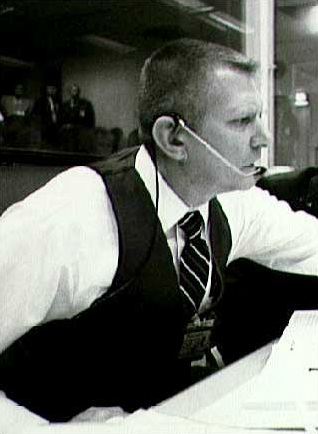
Gene Kranz como director de vuelo en la NASA.

Eugene Francis Gene Kranz (Toledo, Ohio, 17 de agosto de 1933) es un ingeniero aeroespacial estadounidense, director de vuelo durante el Programa Gemini y el Programa Apolo de la NASA.

## Biografía
Desde temprana edad Gene Kranz se interesó por los temas aeroespaciales, estudió Ingeniería Aeronáutica en Parks College y se graduó en 1954. Fue entonces admitido en las Fuerzas Aéreas USAF, donde sirvió cuatro años en Corea del Sur como piloto de combate.

## Carrera en la NASA
En 1960, Kranz se incorporó a la NASA demostrando poseer aptitudes y actitud de líder innato al que se le podían asignar tareas de cada vez mayor responsabilidad, entonces fue asignado a un Grupo de Tareas en Fuerte Langley, Florida, como asistente del Director de Vuelo para el Programa Mercury.
En 1968, fue designado jefe de la División de Control de Misiones y en 1970, fue promocionado a director de vuelo cuando se desarrollaba la misión Apolo 13. Kranz quien estaba embebido en la  doctrina Kraft, imprimió en su equipo de trabajo las responsabilidades de hacer todo lo necesario para la preparación de una misión,  desde el diseño de la misión, la redacción de los procedimientos, el desarrollo de los manuales y la organización de los procesos de control.
Kranz irradiaba un gran liderazgo, confianza y autocontrol incuestionable sobre su equipo de trabajo y esta característica se evidenció fuertemente en las crisis del devenir del programa Apollo.

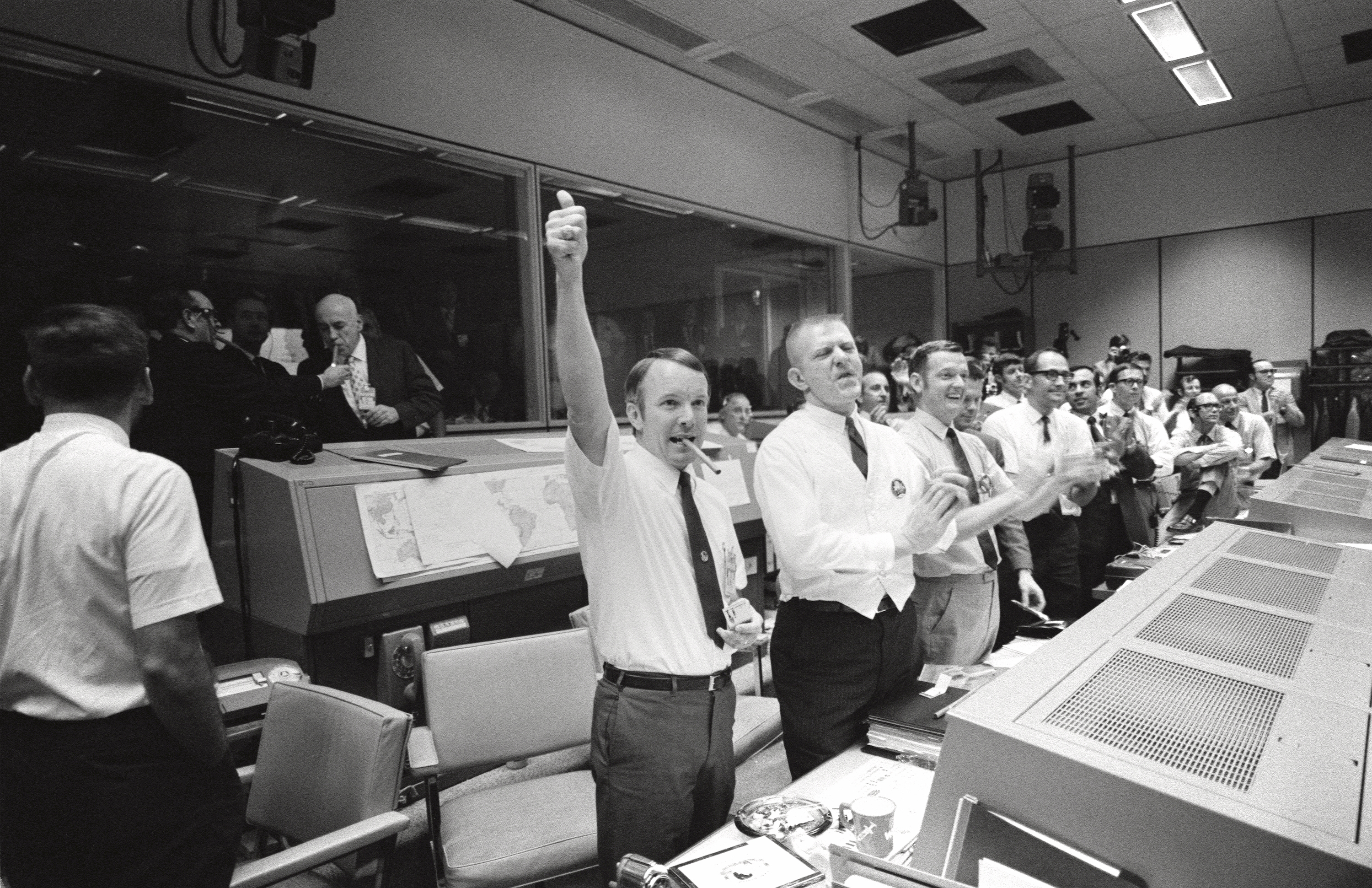
Kranz y su equipo aplaudiendo el feliz término de la misión Apollo 13

Su característico corte de pelo al cero junto a su personalidad fuerte y carismática le hicieron ganarse el calificativo de hombre misil de ojos de acero, que es como se denominaba a los miembros de la NASA con más cualidades en situaciones difíciles. Tenía la costumbre de estrenar un impoluto chaleco blanco confeccionado por su esposa Marta, diferente para cada misión en la que dirigía a su equipo, el "Equipo Blanco".
En 1969, fue uno de los directores de vuelo principal de la misión Apolo 11 a la Luna, y también durante el accidente de la Apolo 13 en 1970, donde mostró liderazgo sobresaliente, extraordinario control de sí mismo y de la angustiosa situación que enfrentaba la misión actuando con coraje y criterio e inteligencia emocional.
Se le atribuye la frase «El fracaso no es opción», dicha durante una reunión de emergencia del Apolo 13. Si bien él no dijo eso en la ocasión, la frase recoge el espíritu del esfuerzo por salvar a los astronautas. Kranz gustó tanto de la frase, mundialmente famosa, que la tomó como título para su autobiografía.
Gracias a su carisma, inteligencia y capacidad de liderazgo, logró salvar situaciones muy difíciles y llevarlas a buen término en la dirección de los vuelos espaciales. Fue y es aún muy apreciado por el personal de ingenieros de la NASA.
Su última intervención como director de vuelo fue en diciembre de 1993, dirigiendo la misión del transbordador espacial para reparar el telescopio espacial Hubble.

## Retiro
Se retiró en marzo de 1994, después de 37 años de impecable servicio federal, siendo galardonado con numerosos premios y reconocimientos, incluido el galardón presidencial Medal of Freedom, por servicios distinguidos concedido por Richard Nixon. Además, el presidente Ronald Reagan lo incluyó en su personal como Miembro distinguido del Servicio Ejecutivo, y hoy en día sigue siendo considerado uno de los mejores líderes, con amplio reconocimiento entre sus compañeros de la NASA.

## Publicaciones
Ya retirado, escribió su autobiografía, Failure is not an option y ha aparecido en documentales de reconocidos canales en temas relacionados con la carrera espacial.

## Cine
Gene Kranz fue interpretado por Ed Harris en la película Apolo 13, de 1995. En la serie De la Tierra a la Luna fue interpretado por Dan Butler.